# Vicent Pons i Fornés
Vicent Pons i Fornés (Pedreguer, Marina Alta, 7 d'octubre de 1944 - ibid., 27 de juliol de 1998) va ser un poeta valencià.

## Biografia i obra
Cursà estudis d'ensenyament secundari i prompte començà a treballar; primer com a ajudant de farmàcia i, més tard, com a funcionari a l'oficina de correus de Pedreguer. La seua formació, però, la completà assistint a cursos de comptabilitat, relacions públiques, música, pintura, fotografia o cinematografia.
Va ser membre del Consell dels Premis de Cultura Popular de la Marina Alta, i del Consell Municipal de Cultura de l'Ajuntament de Pedreguer. Col·laborà també com a tertulià a la ràdio la Veu d'Ondara.
La seua producció artística abraça els àmbits de la pintura, els dibuixos, la fotografia i la literatura -concretament la poesia- en llengua catalana.
La seua activitat intel·lectual es va desenvolupar també a les planes de les revistes L'Ocaive, Saó, El Poble o La Veu de la Marina, entre d'altres. Per aquesta trajectòria, va rebre la Insígnia d'Argent de la Fundació del Congrés de Cultura Catalana.